# Brahmina kuluensis
Brahmina kuluensis är en skalbaggsart som beskrevs av Moser 1919. Brahmina kuluensis ingår i släktet Brahmina och familjen Melolonthidae. Inga underarter finns listade.